# Gnypeta linearis
Gnypeta linearis är en skalbaggsart som först beskrevs av Thomas Casey 1885.  Gnypeta linearis ingår i släktet Gnypeta och familjen kortvingar. Inga underarter finns listade i Catalogue of Life.